# Kouroung
Kouroung (ou Kourong) est une localité du Cameroun située dans le département du Mayo-Kani et la Région de l'Extrême-Nord, à proximité de la frontière avec le Tchad. Elle fait partie de la commune de Kaélé et du canton de Doumrou.

## Population
En 1969 la localité comptait 383 habitants, des Moundang et des Peuls.
Lors du recensement de 2005, 759 personnes y ont été dénombrées.